# Iglesia de Nuestra Señora de la Asunción (Alcalá de Moncayo)
La iglesia de Nuestra Señora de la Asunción de Alcalá de Moncayo, se construyó en el siglo XVI siendo iniciadores del edificio: el arzobispo Hernando de Aragón, junto al abad Fray Lupe Marco, el 21 de noviembre de 1554. Fue construido con mampostería, piedra sillar y ladrillo. Consta de una a sola nave de tres tramos con capillas alojadas en los contrafuertes, y una torre de planta cuadrada, y los superiores con una terminación barroca con planta octogonal. Este segundo cuerpo en la torre se edificó en el siglo XVI con algunos elementos estructurales y decorativos de la tradición mudéjar.
El lugar en que se ubica Alcalá estuvo despoblado hasta el siglo XIII, momento en que Jaime I concedía en 1.238 la carta de población de Alcalá al monasterio de Veruela.